# Atlético Coatzacoalcos
Para el equipo de tercera división, véase Delfines de Coatzacoalcos.
El Atlético Coatzacoalcos fue un equipo de fútbol de México que jugó en la Segunda División de México, en la ciudad de Coatzacoalcos. Esta franquicia era distinta a la de Delfines de Coatzacoalcos. Su porra se hacía llamar LA AUTENTICA DELFÍN .

## Historia
El club fue fundado en julio de 2013 cuando los Pumas Morelos se mudaron a Coatzacoalcos para ser el Atlético Coatzacoalcos. 
El 16 de noviembre del 2013 el Atlético Coatzacoalcos amarró su pase a la copa de la segunda división al derrotar a los Albinegros de Orizaba. El 17 de mayo del 2014 se ganó el derecho a ascender a la Liga de Ascenso de México al ganarle 4-3 en el marcador global a los Linces de Tlaxcala. A pesar de haber ganado su ascenso deportivamente, no se le permitió competir en la división de plata por no cubrir los requerimientos de la liga. En julio del 2014 se anunció la remodelación del estadio "Revolución" con capacidad para 15,264 personas y que sería su nueva casa. Lo cual hasta la fecha no se ha invertido ni un solo peso a dicho estadio
El Clausura 2015 fue el último torneo de este club.

## Temporadas
| Temporada     | Partidos | JG | JE | JP | GF | GC | Dif. | Pts.    | Posición de Grupo | Posición General | Fase Final |
| ------------- | -------- | -- | -- | -- | -- | -- | ---- | ------- | ----------------- | ---------------- | ---------- |
| Apertura 2013 | 14       | 5  | 7  | 2  | 17 | 14 | 3    | 20 pts. | 6.º.              | 13.º.            |            |

| Temporada     | Partidos | JG | JE | JP | GF | GC | DIF. | PTS.    | Posición de grupo | posición general | Fase Final      |
| ------------- | -------- | -- | -- | -- | -- | -- | ---- | ------- | ----------------- | ---------------- | --------------- |
| Clausura 2014 | 14       | 6  | 4  | 4  | 19 | 12 | 7    | 22 pts. | 5.º.              | 10.º.            | Campeón/Ascenso |

| Temporada     | Categoría    | puesto | Copa | Notas |
| ------------- | ------------ | ------ | ---- | --- |
| Apertura 2013 | 2.ª División | 13.º   |      | Primera Temporada del equipo |
| Clausura 2014 | 2.ª División | 10.º   |      | Campeón del torneo y campeón de ascenso, al no lograr cumplir el reglamento de la federación para ascender, se queda en segunda división |
| Apertura 2014 | 2.ª División | 7.º    |      | Clasificó a los cuartos de final y perdieron frente a la U.A. Estado de México                                                           |

## Uniforme
El uniforme de local del Atlético coatzacoalcos comprendía camiseta roja con mangas azules, shorts y medias azules.
| Período   | Proveedor   |
| --------- | ----------- |
| 2013-2014 | Heazza      |
| 2014      | FourSport   |
| 2015      | SilverSport |

| Período   | Patrocinio        |
| --------- | ----------------- |
| 2013-2014 | Corona Extra      |
| 2013-2014 | Gasolineras Orsan |
| 2013-2014 | Fundación Donde   |
| 2013-2014 | Grupo Brisa       |
| 2014      | Runsa             |

## Estadio
El Atlético Coatzacoalcos celebraba sus partidos en el Estadio Rafael Hernández Ochoa que está situado en la Avenida Universidad Veracruzana de la Colonia Emiliano Zapata en Coatzacoalcos, localidad perteneciente al estado de Veracruz, en México.
El equipo Atlético Coatzacoalcos tuvo allí su sede, donde jugaron sus partidos oficiales. Su nombre se debe al político mexicano y exgobernador de Veracruz; Rafael Hernández Ochoa.
Fue inaugurado en 1980. Es un estadio con otras utilidades aparte del deporte del fútbol, ya que cuenta con pista de atletismo, cancha de baloncesto y un campo de béisbol. Se remodeló en 2003 para poder albergar a los Delfines de Coatzacoalcos que recién ascendían a Primera 'A'. Tiene una capacidad para 4,800 espectadores.

## Entrenadores
- Ramón Villa Zeballos (2013-2014)
- Ramón Olán Ruíz (2014-2015)
- Juan Carlos Delgado (2015)

## Datos del club
- Temporadas en Primera División: 0
- Temporadas en Liga de Ascenso: 0
- Temporadas en Segunda División: 3
- Mejor puesto en la liga: 7(Apertura 2014)
- Mayor número de puntos en una temporada:  24(Apertura 2014)
- Mayor número de goles en una temporada: 19 (Clausura 2014)
- Mayor goleada a favor: Atlético coatzacoalcos 5 - Inter Playa 1 (Apertura 2014)
- Mayor goleada en contra: Potros Uamex 9 - Atlético Coatzacoalcos 0(Clausura 2015)
- Jugador con más goles: Dagoberto Mejía Segura (9 goles)

## Palmarés

### Torneos oficiales
| Competición nacional           | Títulos        | Subcampeonatos              |
| ------------------------------ | -------------- | --------------------------- |
| Segunda División de México (1) | Clausura 2014. | Clausura 2013 Apertura 2012 |